# Геральд-сквер
Ге́ральд-сквер (англ. Herald Square) — сквер в Мидтауне Манхэттена, ограниченный Шестой авеню, Бродвеем и 34-й улицей. Южнее относительно сквера расположен Гри́ли-сквер (англ. Greeley Square), ограниченный 32-й и 33-й улицами.
Территорию, на которой ныне расположен сквер, Нью-Йорк выкупил в 1846 году в рамках прокладки Бродвея. Сквер быстро снискал популярность у ньюйоркцев. Уже к 1870—1880-м годам, когда вдоль Шестой авеню была проведена эстакадная железная дорога (Линия Шестой авеню, Ай-ар-ти), сквер стал ядром злачного квартала Манхэттена. На нём открылось множество отелей, театров, танцевальных залов и рыбных ресторанов. К началу XX века на прилегающих к скверу улицах обосновалось множество издательств и типографий. Среди них было издательство популярной в XIX веке газеты New York Herald. В период с 1895 по 1920-е годы её головной офис находился в двухэтажном здании 1893 года постройки, выполненном в итальянском стиле по проекту архитектурного бюро McKim, Mead & White. Здание располагалось на 35-й улице непосредственно к северу от сквера. В честь газеты сквер и получил своё название. Расположенный же южнее Грили-сквер был назван в честь влиятельного политика и журналиста Хораса Грили.
На Геральд-сквер выходят фасады таких исторических зданий, как отель Геральд-Сквер (англ. Herald Square Hotel), отель Маколпин и Манхэттенский оперный театр. На Геральд-сквер с 1902 года располагается центральный универмаг корпорации Macy’s.
Доминантой сквера является скульптурная композиция 1895 года авторства французского скульптора Жан-Антонина Карля. В центре композиции установлена статуя древнегреческой богини мудрости Минервы. Перед ней расположен колокол, по бокам от которого стоят рабочие Стафф (англ. Stuff) и Гафф (англ. Guff). Наверху композиции установлены механические часы. Каждый час раздаётся колокольный звон, и Стафф с Гаффом размахивают молотами, будто бы ударяя по колоколу. Часы были названы в честь издателя New York Herald Джеймса Гордона Беннетта младшего.

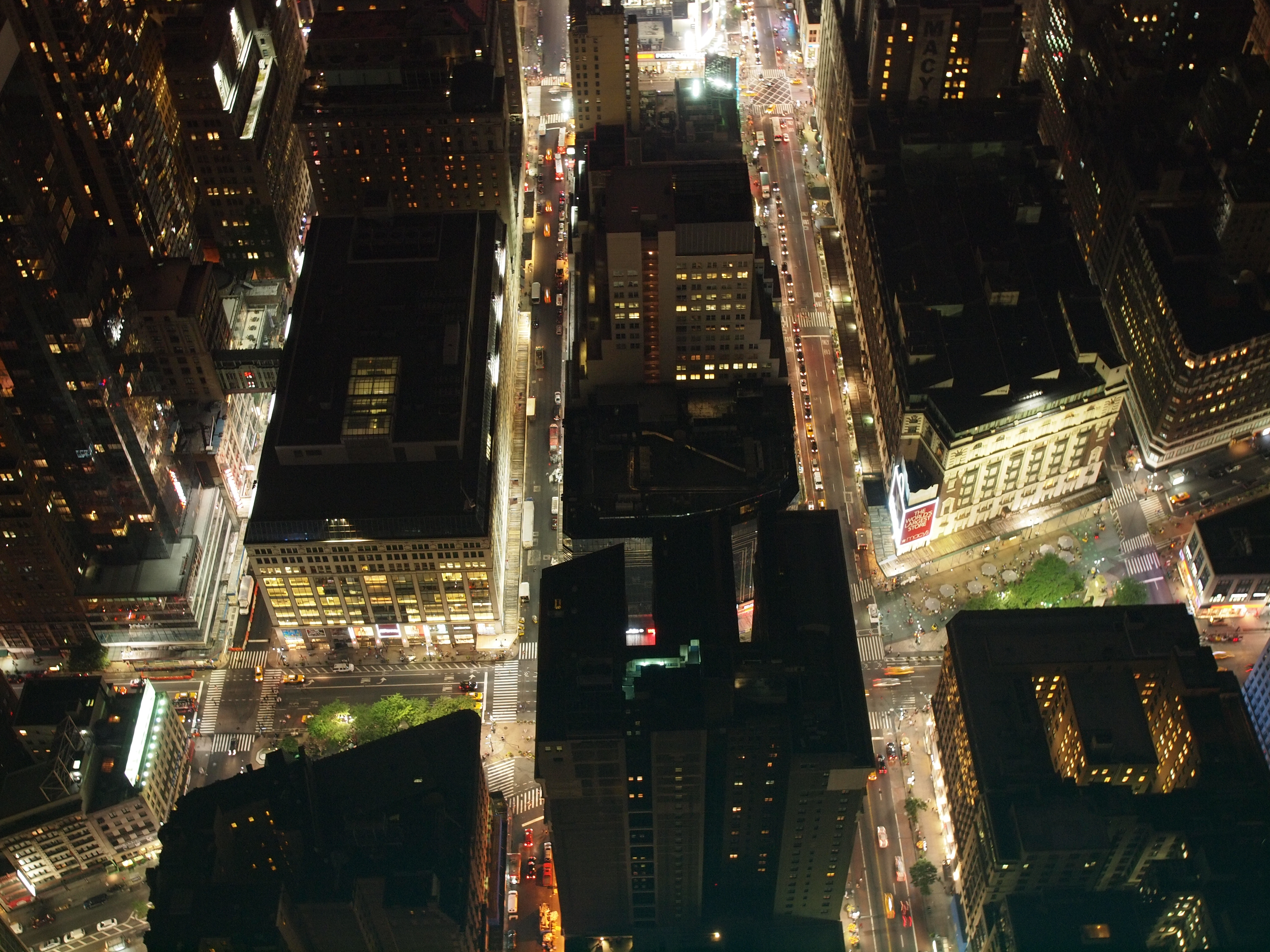
Вид на Грили- и Геральд-сквер из Эмпайр-стейт-билдинг
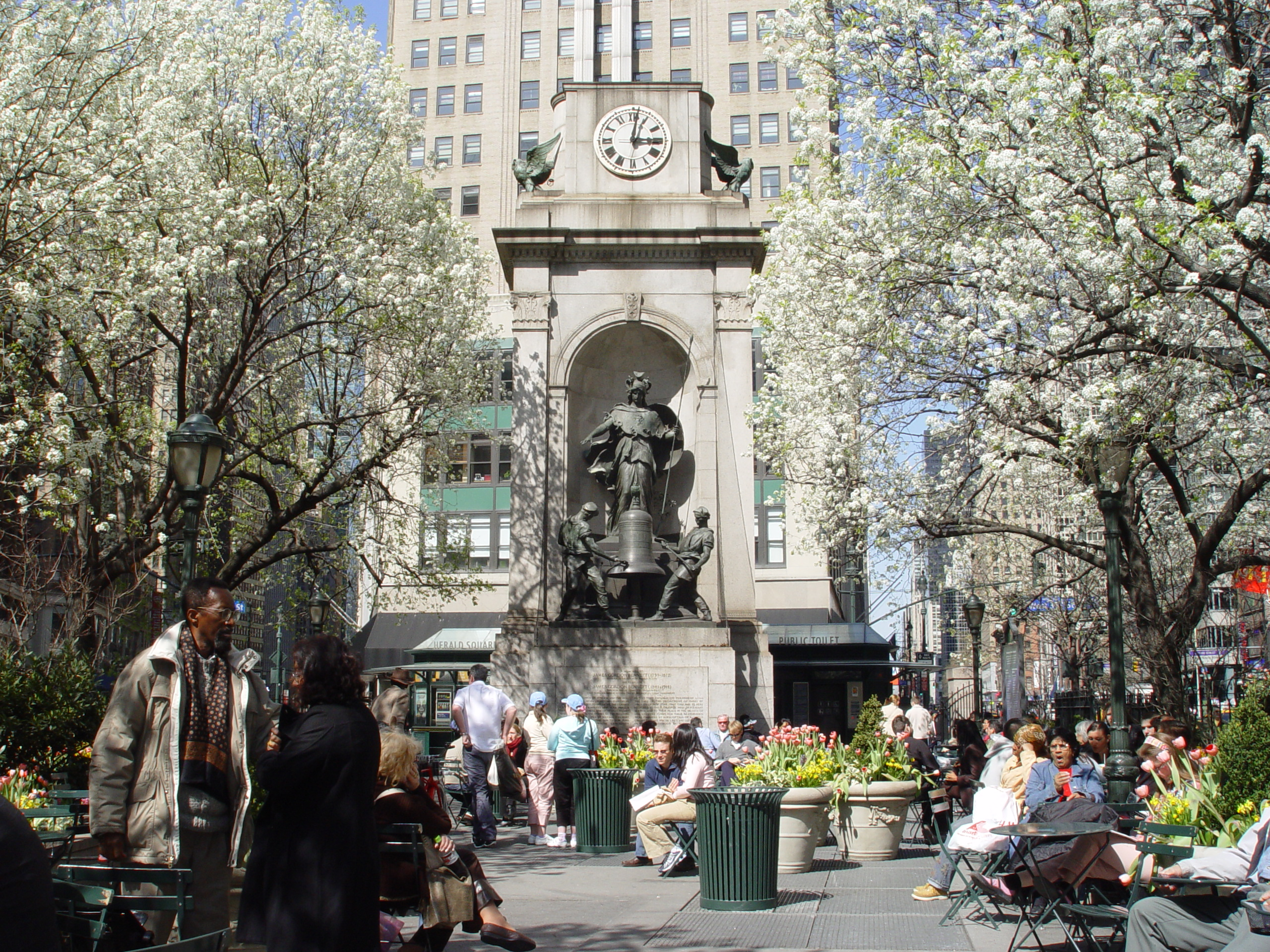
Геральд-сквер в апреле 2005 года
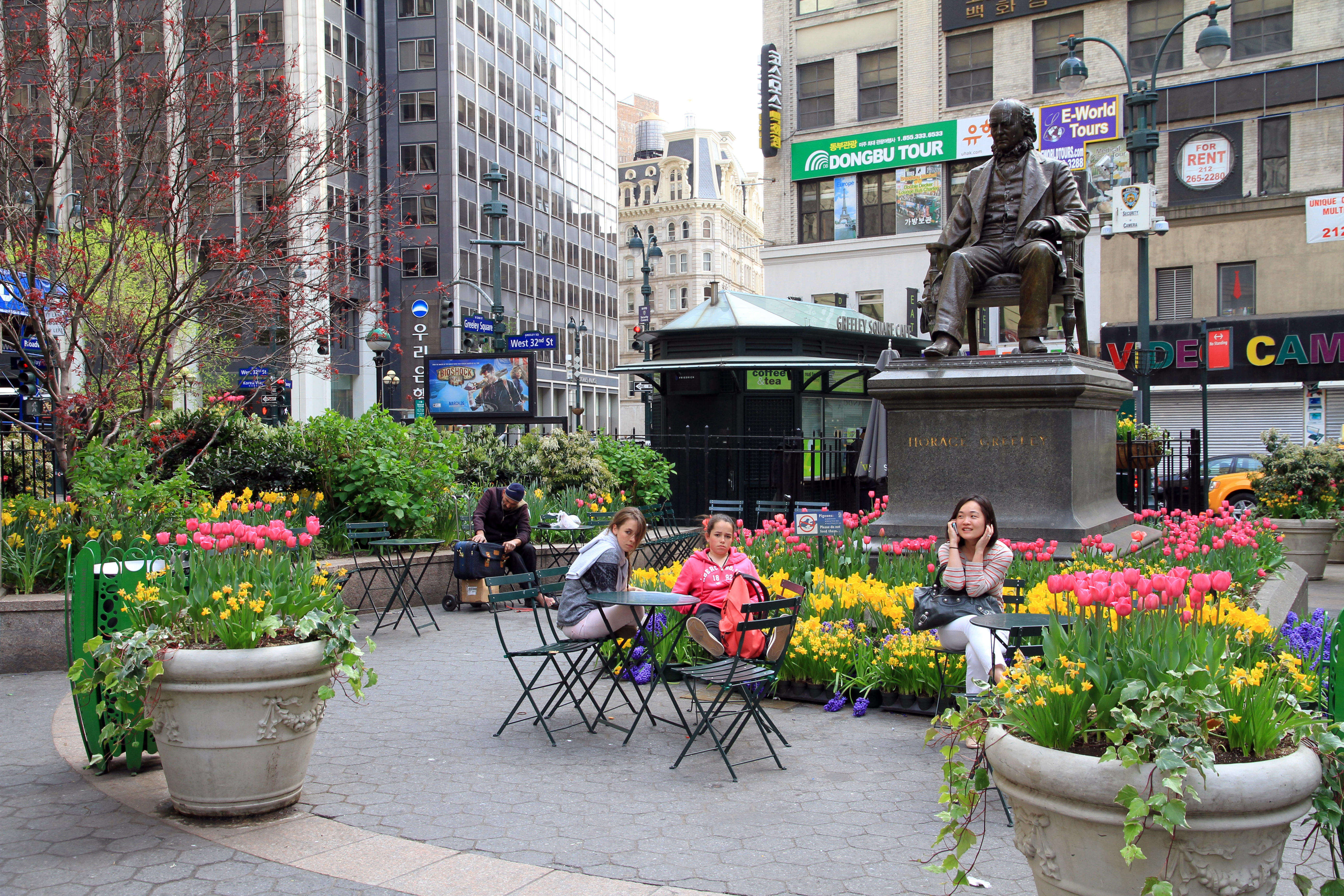
Грили-сквер в апреле 2013 года
- Стафф и Гафф «звонят» в колокол